# Ники Хънтър
Ники Хънтър (на английски: Nicki Hunter) е американска бивша порнографска актриса, родена на 19 декември 1979 г. в град Лейк Уорт, щата Флорида, САЩ.

## Кариера
Започва кариерата си в порнографската индустрия през 2003 г, и се оттегля от нея след 11 години, през 2014 г. Има двама сина от порноактьора Джейсън Хорн. 
През март 2010 г. участва заедно с други порноактьори в порицаваща интернет пиратството социална реклама на Коалицията за свободно слово.
Работи и като водеща на шоуто „Нощни обаждания“ по радио Плейбой заедно с Кристи Кениън.

## Награди и номинации
Носителка на награди
- 2006: XRCO награда за изпълнителка на годината.[6][7]

Номинации
- 2005: Номинация за AVN награда за най-добра нова звезда.[7][8]
- 2005: Номинация за XRCO награда за нова звезда.[9][10]
- 2006: Номинация за AVN награда изпълнителка на годината.[7]